# Kevin Yagher
Kevin Yagher est un maquilleur américain, né le 23 juin 1962 à Decatur, dans l'Illinois (États-Unis).

## Biographie
Il est connu pour son travail sur le maquillage de Freddy Krueger et du gardien de la crypte de la série télévisée Les Contes de la crypte, ainsi que pour la conception de la poupée Chucky, et a créé sa propre compagnie, Kevin Yagher Productions. Il a également réalisé le film Hellraiser 4 et coproduit Sleepy Hollow. Il est marié depuis 1990 à l'actrice Catherine Hicks et est le frère de l'acteur Jeff Yagher.

## Filmographie (maquillage et effets spéciaux)
- 1984 : Vendredi 13 : Chapitre final
- 1985 : Cocoon
- 1985 : La Revanche de Freddy
- 1987 : Les Griffes du cauchemar
- 1987 : Hidden
- 1987 : Cherry 2000
- 1988 : Jeu d'enfant
- 1988 : Le Cauchemar de Freddy
- 1988-1989 : Freddy, le cauchemar de vos nuits (série télévisée)
- 1989 : Le Fantôme de l'Opéra
- 1989 : Glory
- 1991 : Borrower
- 1992 : Chérie, j'ai agrandi le bébé
- 1994 : Rends la monnaie, papa
- 1995 : Dr. Jekyll et Ms. Hyde
- 1996 : Hellraiser 4 (également réalisateur)
- 1996 : Le Dentiste
- 1996 : La Reine des vampires
- 1996 : Le Fan
- 1997 : Volcano
- 1997 : Complots
- 1997 : Volte-face
- 1999 : Sleepy Hollow
- 2000 : Mission impossible 2
- 2001 : Blow
- 2002 : Windtalkers
- 2002 : Adaptation
- 2003 : En sursis
- 2004 : 30 ans sinon rien
- 2004 : Les Désastreuses Aventures des orphelins Baudelaire
- 2005 : Æon Flux
- 2006-2010 : Bones (série télévisée)
- 2008 : Les Chroniques de Spiderwick